# Hegedűs Zoltán (színművész)
Hegedűs Zoltán (Tiszakécske, 1964. május 16. –) Jászai Mari-díjas magyar színész.

## Életpályája
A Debreceni Református Kollégiumban érettségizett. Elsőre nem vették fel a Színház- és Filmművészeti Főiskolára, ezért egy évet Kecskeméten stúdiósként töltött el. 1984–1988 között a Színház- és Filmművészeti Főiskola hallgatója volt. Diplomája után 1988-tól a Szegedi Nemzeti Színházban indult pályája, 1992-től a Győri Nemzeti Színházhoz szerződött. 1998-tól a Kecskeméti Katona József Nemzeti Színház társulatának tagja.
Felesége, Danyi Judit színésznő. Két gyermekük: Fanni és Dániel. Testvére Hegedűs Béla református esperes.

## Fontosabb színházi szerepei
- William Shakespeare: Harmadik Richárd.... Buckingham hercege
- William Shakespeare: Hamlet.... Hamlet; Voltimand
- William Shakespeare: Lear király.... Curan, udvaronc
- William Shakespeare: A vihar.... Trinculo, Sebastian szolgája
- William Shakespeare: Szentivánéji álom.... Beköszöntő, Tetőfi Péter, ács
- William Shakespeare: Vízkereszt.... Antonio, tengerészkapitány, Sebastian oltalmazója
- William Shakespeare: A windsori víg feleségek.... Page, windsori polgár
- William Shakespeare: Makrancos hölgy avagy a hárpia megzabolázása.... Hortensio, Bianca kérője; szabó
- William Shakespeare: Sok hűhó semmiért.... Ferenc barát
- William Shakespeare: Macbeth.... Macduff, tábornok
- Molière: Dandin György.... Georges Dandin (gazdag paraszt)
- Molière: A képzelt beteg....Dr. Boursin, md.
- Szophoklész: Antigoné.... Őr; Hírnök I.
- Carlo Goldoni: Mirandolina.... Rippafratta lovag
- Carlo Goldoni: Chioggiai csetepaté.... Valter, a jegyző szolgája
- Carlo Goldoni: A legyező....szereplő
- Ruzante: Az anconai özvegy.... Teodoro, szerelmes velencei ifjú
- Johann Nepomuk Nestroy: A talizmán.... Dugaszi
- Georg Büchner: Danton halála.... Legendre
- Georg Büchner: Leonce és Léna.... Péter
- Friedrich Schiller: Stuart Mária.... Davison, államtitkár
- Friedrich Schiller: Ármány és szerelem.... Wurm, a miniszterelnök titkára
- Friedrich Schiller: Don Carlos.... Domingo atya, a király gyóntatóatyja
- Bertolt Brecht: Angliai második Edward élete.... Winschester érseke; Berkeley; Az Ifjabb Gurney
- Anton Pavlovics Csehov: Ványa Bácsi.... Szerebjakov, Alekszandr Vlagyimirovics, nyugalmazott professzor
- Anton Pavlovics Csehov: Apátlanul (Platonov).... Porfirij Szemjonovics Glagoljev, gazdag oligarcha
- Nyikolaj Vasziljevics Gogol: A revizor.... Ammosz Fjodorovics Ljapkin-Tyapkin, járásbíró
- Mihail Afanaszjevics Bulgakov: Álszentek összeesküvése.... Charles de La Grange, színész
- Makszim Gorkij: Éjjeli menedékhely.... Aljoska
- Anatolij Ribakov: Az Arbat gyermekei.... Vagyim, Vika testvére
- Federico García Lorca: Vérnász.... Apa
- Friedrich Dürrenmatt: A nagy Romulus.... Komornyik
- John Steinbeck: Egerek és emberek.... White
- Ken Kesey – Dale Wasserman: Kakukkfészek.... Billy Bibit
- Joseph Heller – Kern András: A 22-es csapdája.... Clevinger
- Ljudmila Jevgenyjevna Ulickaja: Orosz lekvár.... Rosztyiszlav, Natalja Ivanovna idősebb fia
- Peter Hacks: Amphitryon.... Mercurius
- Janusz Głowacki: Svábbogarászat.... Czesio
- Dušan Kovačević: A maratonfutók tiszteletkört futnak.... Laki Topalovic, 44 éves, Milutin fia
- Ivan Kušan: Balkáni kobra.... Miroszlav Frankics, Adorjak titkára
- Georges Feydeau: Osztrigás Mici.... Chanteau, abbé
- Agatha Christie: Az egérfogó.... Mr. Paravicini
- Agatha Christie: Pókháló... Elgin, komornyik
- Thornton Wilder: A mi kis városunk.... Mr Webb
- Roland Schimmelpfennig: Berlin, Greifswalder Strasse.... Hans, a kioszktulajdonos
- Paolo Taviani – Vittorio Taviani – Ennio Moriccone: Előre hát, fiúk!.... Pap, mindig és mindenhol
- Paul Portner: Hajmeresztő.... Tony Whitcomb, a Hajmeresztő Szalon tulajdonosa
- Thomas Middleton – William Rowley: Átváltozások.... Lollio, Alibius szolgája
- Peter Buckman: Most mindenki együtt.... Don
- Bernard Slade – Stan Daniels: Jövőre Veled itt!.... George
- Ray Cooney – Tony Hilton: 1X3 néha 4.... Piper
- Ray Cooney: A miniszter félrelép.... A főpincér
- Ray Cooney – John Chapman: Ne most drágám!.... Harry McMichael
- Hirson David: A bohóc.... Elomire, a társulat vezetője
- Lee Hall – Tom Stoppard – Marc Norman: Szerelmes Shakespeare.... Burbage
- Petőfi Sándor: Tigris és hiéna.... Sámson, Predszláva férje volt
- Vörösmarty Mihály: Csongor és Tünde.... Kalmár
- Katona József: Bánk bán.... Bánk bán
- Jókai Mór: A komédiás had, avagy Thespis kordéja.... Kelemen László úr, rendező
- Csiky Gergely: Buborékok.... Hámor
- Molnár Ferenc: Játék a kastélyban.... Almády
- Molnár Ferenc: Liliom.... Hugó; Kapitány; II. Detektív
- Móricz Zsigmond: Úri muri.... Lekenczey Muki
- Barta Lajos: Szerelem.... Biky, fűszeres
- Örkény István: Tóték.... A lajt tulajdonosa
- Karinthy Frigyes: Játsszunk Micimackót.... Bagoly
- Weöres Sándor: A kétfejű fenevad.... Döröghy Gáspár, nemes úr; Windeck, császári komisszár
- Márai Sándor – Kancsár József: Casanova.... Casanova
- Háy Gyula: Mohács.... Ferdinánd
- Sütő András: Csillag a máglyán.... Antal, Kálvin öccse
- Spiró György: Fogadó a Nagy Kátyúhoz.... Gyuri (Kiss György), pincér
- Kornis Mihály: Büntetések.... K. árnyéka
- Pozsgai Zsolt: Liselotte és a május.... férfi
- Pozsgai Zsolt: Szabadságharc Szebenben.... Tanár úr
- Forgách András – Szerb Antal: Holdvilág és utasa.... Ellesley
- Székely János: Caligula helytartója.... Decius, római lovag, Caligula állandó követe
- Fazekas István: A megvádolt.... Béres József Dr.
- Garaczi László: Plazma.... szereplő
- Réczei Tamás: Katona József, avagy légy a pókok között fickándozik.... Katona József
- Réczei Tamás: Színházi vándorok.... Sehy Ferenc, színész
- Réczei Tamás: Vasárnapi gyerekek.... Almásy László, Venyige, Goldstein Ármin, Stein László, Kender, Horger professzor
- Réczei Tamás: Amazonok (Érzelmes zakatolás).... szereplő
- Kocsis L. Mihály – Cseke Péter: Újvilág passió.... Bálint atya, később Péter apostol
- Ödön von Horváth: Huza-vona.... X titkára
- Eisemann Mihály – Somogyi Gyula – Zágon István: Fekete Péter.... Miskei, államtitkár
- Bolba Tamás – Szente Vajk – Galambos Attila: Meseautó.... Kovács Sándor
- Jevgenyij Lvovics Svarc: A király meztelen.... Miniszterelnök
- Maurice Maeterlinck: A kék madár.... Tölgy, Éj, Atomtudós, Legkövérebb Boldogság, Apuska
- Lázár Ervin: A kisfiú és az oroszlánok.... Dr. Kassai, Peti édesapja
- Békés Pál: A Félőlény.... Porhany
- Zalán Tibor: A Shówkirálynő.... Andersen, Meseátjáró
- Gimesi Dóra: Hessmese.... Jónás, Galamb
- Bolero Vers-Tánc-Színház.... szereplő
- Juhász Levente – Kováts Vera: Kököjszi és Bobojsza.... Andris apja

## Filmes és televíziós szerepei
- Peer Gynt (1988)
- Szerelem és zongora (színházi előadás tv-felvétele, 1990)
- A három testőr Afrikában (1996)
- Caarlo Goldoni: A legyező (színházi előadás tv-felvétele, 1997)
- Bánk bán (2002)
- Neked pörög a dob! (2010)
- Karádysokk (2011)
- Gyurkovics Tibor: Háború, hármasban
- Schwajda György: Ballada a 301-es parcella bolondjáról (színházi előadás tv-felvétele)
- Anton Pavlovics Csehov: Apátlanul (Platonov) (színházi előadás tv-felvétele)
- A Séf meg a többiek (2022)
- Hotel Margaret (2022)

## Díjai, elismerései
- Makó Lajos-díj[6]
- Az évad színésze (2007)
- Jászai Mari-díj (2011)[6]
- Megyei Príma-díj (2012)
- Katona József-díj (2014)